# 소페 알루코
소페 알루코(영어: Sope Aluko, 1975년 7월 5일 ~ )는 잉글랜드의 나이지리아 출신 배우이다.

## 출연 작품
- 베놈 - 로지 콜린스 박사 역
- 인 디 에어 - Software Woman 역